# Акі Рахунен
Акі Рахунен (фін. Aki Rahunen; нар. 24 грудня 1971) — колишній фінський тенісист.
Найвищу одиночну позицію світового рейтингу — 57 місце досяг 25 червня 1990, парну — 981 місце — 11 листопада 1988 року.
Найвищим досягненням на турнірах Великого шолома було 3 коло в одиночному розряді.

## Титули на челленджерах

### Одиночний розряд: (1)
| Ранг | Рік  | Турнір           | Покриття | Суперник у фіналі | Рахунок у фіналі |
| ---- | ---- | ---------------- | -------- | ----------------- | ---------------- |
| 1.   | 1989 | Ганко, Фінляндія | Ґрунт    | Андрес Висанд     | 6–2, 6–0         |